# 尼皮辛區
尼皮辛區（英語：Nipissing District）是加拿大安大略省東北部一個分區，東臨倫弗魯縣，東南接黑斯廷斯縣和哈利伯頓縣，西南及馬斯科卡區和帕里灣區，西鄰薩德伯里區，北面與蒂米斯卡明區為鄰，東北面則隔渥太華河與魁北克省阿比蒂比-蒂米斯坎明格區對望。尼皮辛區於1858年成立，行政中心設於北灣。據2011年人口普查所示，尼皮辛區有84736名居民。

## 轄區
- 北灣市（City of North Bay）
- 馬塔瓦鎮（Town of Mattawa）
- 特馬加米鎮（Town of Temagami）
- 西尼皮辛鎮（Town of West Nipissing）
- 龐菲爾德鄉（Township of Bonfield）
- 卡爾溫鄉（Township of Calvin）
- 奇澤姆鄉（Township of Chisholm）
- 東費里斯鄉（Township of East Ferris）
- 馬塔溫鄉（Township of Mattawan）
- 帕皮諾-卡梅隆鄉（Township of Papineau-Cameron）
- 南阿爾岡昆鄉（Township of South Algonquin）

區内餘下的非建制地區則以馬塔瓦河分為北部分（North Part）和南部分（South Part）。

## 外部連結
- 维基共享资源上的相關多媒體資源：尼皮辛區